# Kloster Santo Spirito di Zannone
Das Kloster Santo Spirito di Zannone war eine Zisterzienserabtei in der Region Latium in Italien. Es lag auf der Insel Zannone oder Senon, einer der kleineren der Pontinischen Inseln im Tyrrhenischen Meer vor der Küste der heutigen Provinz Latina.

## Geschichte

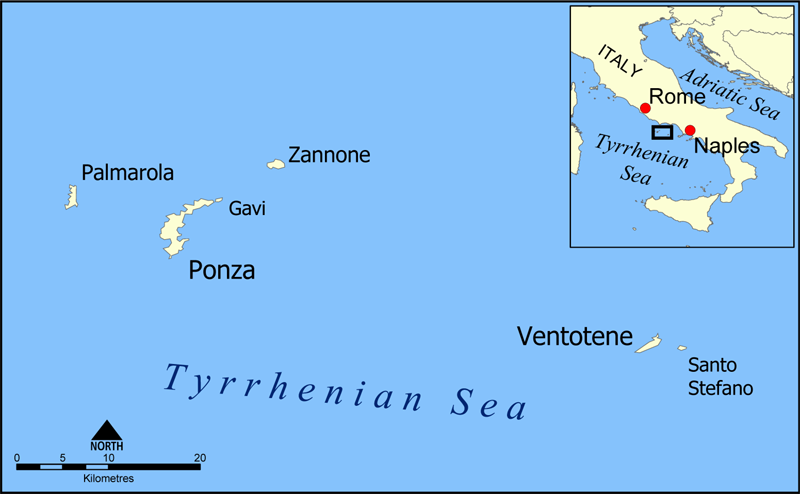
Lage der Insel Zannone

Die Eremiten, die sich auf der Insel Zannone im siebenten Jahrhundert angesiedelt hatten, verließen die Insel nach Überfällen der Sarazenen. In der Folgezeit blieb die Insel unbewohnt, bis sich im Jahr 1213 eine Gruppe von Benediktinermönchen aus dem Kloster Sant’Angelo in Gaeta nach Zannone begab, um das Mönchsleben dort wieder aufzunehmen. Sie folgten der Regel des Joachim von Fiore. Im Jahr 1246 schloss sich das dem Heiligen Geist geweihte Kloster als Tochter von Kloster Fossanova dem Zisterzienserorden an. Wegen der unsicheren und von Überfällen von Seeseite gefährdeten Lage von Zannone bat der Abt schon 1291, das Kloster auf das Festland verlegen zu dürfen und das Generalkapitel verfügte, dass die Äbte von Fossanova und Kloster Casamari den vorgesehenen Ort im Nordwesten von Gaeta besichtigen sollten. Die Verlegung des Klosters fand darauf spätestens 1295 statt. Das spätere Schicksal der Abtei ist unbekannt. Möglicherweise wurde sie in eine Kommende umgewandelt.

## Anlage und Bauten
Auf der heute unbewohnten Insel Zannone sind nur Ruinen übrig geblieben.